# Felia (Vorname)
Felia ist ein weiblicher Vorname.

## Herkunft und Bedeutung
Für den Namen Felia kommen verschiedene Herleitungen in Frage:
- Kurzform von Ophelia[1][2]
- Kurzform von Felizata[1] bzw. Felicitas oder Felicia[2]

## Verbreitung
Der Name Felia ist vor allem in Italien verbreitet. In Deutschland wird der Name selten vergeben. Im Jahr 2021 belegte er in den Vornamencharts Rang 376.

## Varianten
Neben Felia findet sich die Schreibweise Félia sowie die russische Form Фелия Felija.
Für weitere Varianten: siehe Ophelia (Vorname)#Varianten, Felicitas#Varianten und Felicia (Vorname)#Varianten

## Namensträgerinnen
- Felia Doubrovska (1896–1981), russische Tänzerin und Lehrerin
- Félia Litvinne (1860–1936), russisch-französische Sängerin